# Apotropina infumata
Apotropina infumata är en tvåvingeart som först beskrevs av Becker 1916.  Apotropina infumata ingår i släktet Apotropina och familjen fritflugor. Inga underarter finns listade i Catalogue of Life.